# Beşiktaş Jimnastik Kulübü
Il Beşiktaş Jimnastik Kulübü, meglio noto come semplicemente Beşiktaş, è una società polisportiva turca con sede nell'omonimo quartiere della città d'Istanbul, fondato nel 1903. 
La squadra di calcio del Beşiktaş non è mai retrocessa in seconda divisione e insieme a Galatasaray e Fenerbahçe è tra le più titolate di Turchia. Ha vinto, infatti, 16 titoli nazionali, undici Coppe di Turchia e dieci Supercoppe di Turchia, oltre a due campionati turchi (1924-1951) e tre Leghe nazionali.
Nel 2004 la società ha fondato un'emittente televisiva, Beşiktaş TV, dedicata completamente alla polisportiva Beşiktaş.

## Storia

### Origini

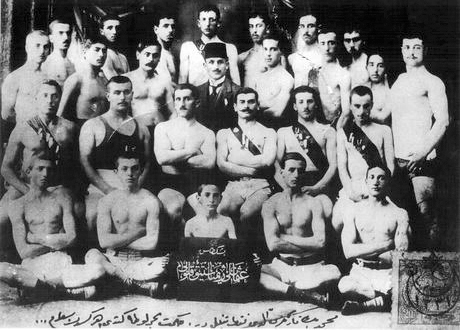
Giocatori del Beşiktaş nel 1903

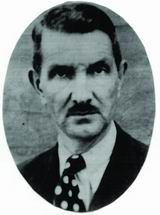
Mehmet Şamil Şhaplı, uno dei fondatori e primo presidente del Beşiktaş

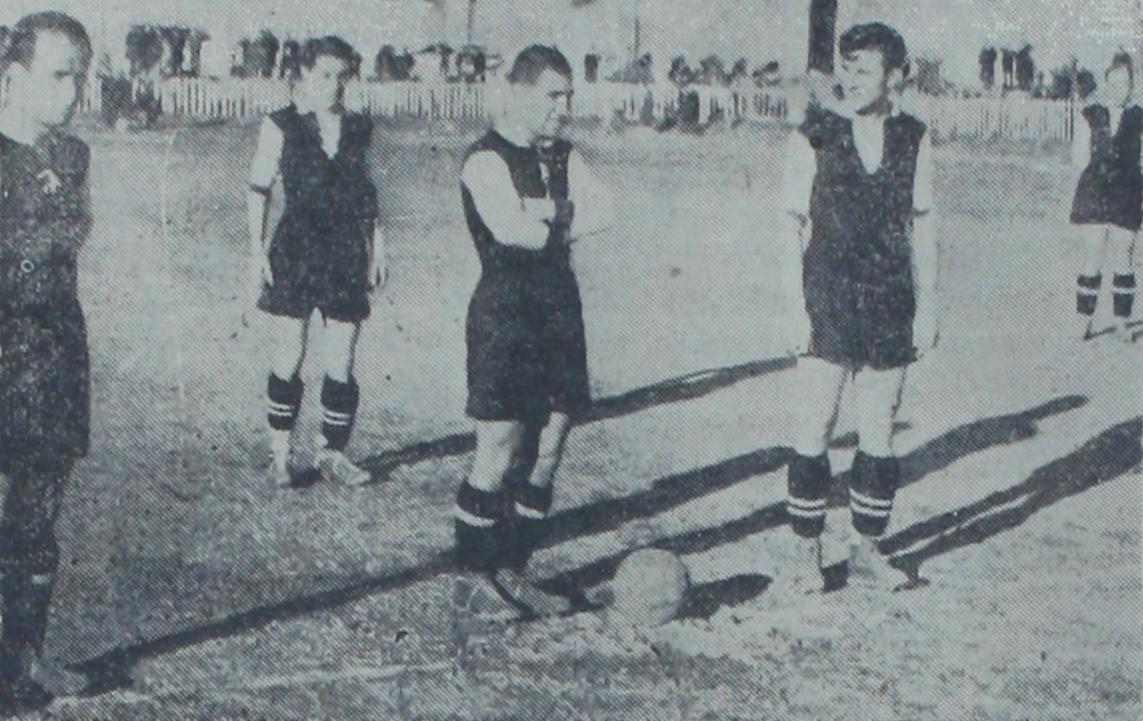
Calciatori del Beşiktaş prima di un incontro con il, 19 marzo 1939

Il Beşiktaş J.K. fu fondato nel 1903 nell'allora Impero ottomano ed è quindi la più antica società sportiva turca. Le prime sezioni del club furono quelle di lotta, pugilato, sollevamento pesi e diverse sezioni di ginnastica.
Le regole monarchiche degli ottomani furono attenuate con la dichiarazione del Meşrutiyet (la costituzione monarchica), una legge che permetteva la fondazione di società sportive che passò il 3 agosto 1909.
Il club fu ufficialmente registrato il 20 gennaio 1910 con il nome di Club Ottomano di Ginnastica Beşiktaş e Şükrü Pasha ne divenne il primo presidente ufficiale (secondo dalla fondazione). In questo modo il Beşiktaş divenne anche la prima squadra turca ufficialmente registrata.
Alcuni dei giovani patrioti del distretto di Beşiktaş (Istanbul) formarono due squadre di calcio, il Valideçeşme e il Basiret, sotto la guida di Şeref Bey. Nel 1911 le due compagini si unirono dando vita al Club Ottomano di Ginnastica Beşiktaş. In breve tempo il calcio divenne la principale sezione della società.

### Anni cinquanta
Il 24 settembre 1951 la federcalcio turca diede carattere di ufficialità e professionismo al campionato di calcio di Istanbul, che iniziò a disputarsi secondo i nuovi crismi nel 1952, con la partecipazione di 8 squadre. La prima edizione del torneo (1952) vide la vittoria del Beşiktaş, che concluse la competizione senza sconfitte. Il club bianconero si aggiudicò anche l'edizione 1953-1954, dopo il secondo posto del 1952-1953. Nel 1954-1955 arrivò un altro secondo posto, mentre nei successivi quattro tornei il Beşiktaş si piazzò al terzo, quinto, quarto e quinto posto.
Nel 1958-1959 il Beşiktaş esordì in Coppa dei Campioni. Nel 1959 fu istituita la massima divisione del campionato turco di calcio, che si componeva di due raggruppamenti: gruppo rosso e gruppo bianco. Nel 1959 il Beşiktaş si piazzò secondo nel gruppo bianco, alle spalle del Fenerbahçe.

### Anni sessanta
Nel 1959-1960 il club bianconero vinse il titolo, il terzo per il club, con cinque punti di vantaggio sul Fenerbahçe, con 68 reti fatte e sole 15 subite e 11 partite vinte per 1-0 (record per l'epoca). Ci furono poi due secondi posti di fila. Dopo tre secondi posti consecutivi (dal 1962-1963 al 1964-1965) il quarto titolo arrivò nel 1965-1966 e il quinto nella stagione successiva. Nel 1967-1968 la squadra si classificò seconda e un anno dopo terza. Nel 1967 vinse la sua prima Supercoppa di Turchia.

### Anni settanta
Gli anni settanta videro il Beşiktaş entrare nei primi tre posti in campionato solo 1973-1974, grazie alla seconda piazza. In questa annata arrivò anche il secondo successo in Supercoppa di Turchia. Nel 1974-1975 il club si aggiudicò la coppa nazionale per la prima volta.

### Anni ottanta
Nel 1981-1982, sotto la guida del tecnico iugoslavo Đorđe Milić, il Beşiktaş vinse il suo sesto titolo nazionale. Dopo il secondo posto del 1984-1985, la squadra si ripeté nel 1985-1986 con l'allenatore Branko Stanković, che l'anno dopo condusse la squadra alla vittoria della Supercoppa di Turchia e al secondo posto.
Nel 1987 assunse la guida tecnica del Beşiktaş l'inglese Gordon Milne, che inaugurò una nuova epoca d'oro per il sodalizio di Istanbul. Dapprima guidò la squadra al secondo posto nel 1987-1988 e nel 1988-1989, annata impreziosita dalla vittoria della Coppa di Turchia.

### Anni novanta
Milne ottenne ben tre titoli consecutivi dal 1989 al 1992, grazie anche al forte trio d'attacco composto da Metin Tekin, Ali Gültiken e Feyyaz Uçar.
Nel 1989-1990 il Beşiktaş partì male in campionato (due sconfitte e un pareggio nelle prime cinque giornate) e alla sesta giornata l'allenatore inglese decise di schierare una formazione composta da soli giocatori turchi. Allo stadio Ali Sami Yen, il 15 ottobre 1989, il Beşiktaş vinse per 10-0 contro l'Adana Demirspor, stabilendo un nuovo record per il campionato turco. Da quel momento fu protagonista di un torneo memorabile, conclusosi con la vittoria finale e il titolo di capocannoniere di Uçar (28 gol). Nel 1990-1991 il campionato fu vinto con una sola sconfitta in 30 partite e nel 1991-1992 senza sconfitte (23 vittorie e 7 pareggi), impresa mai riuscita nel calcio turco, con una striscia di imbattibilità di 30 partite.
Nel 1992-1993 Beşiktaş e Galatasaray conclusero il campionato appaiate in classifica a quota 66 punti, ma il club bianconero, sfavorito da una peggiore differenza reti, dovette accontentarsi del secondo posto.
Milne allenò la squadra bianconera sino al 1994, facendo esprimere al suo 4-4-2 un calcio offensivo e molto produttivo in termini di realizzazioni e vincendo in totale 12 trofei, tra cui un'altra Coppa di Turchia (1989-1990, con un 2-0 in finale contro il Trabzonspor) e due supercoppe nazionali (1989, 1992).

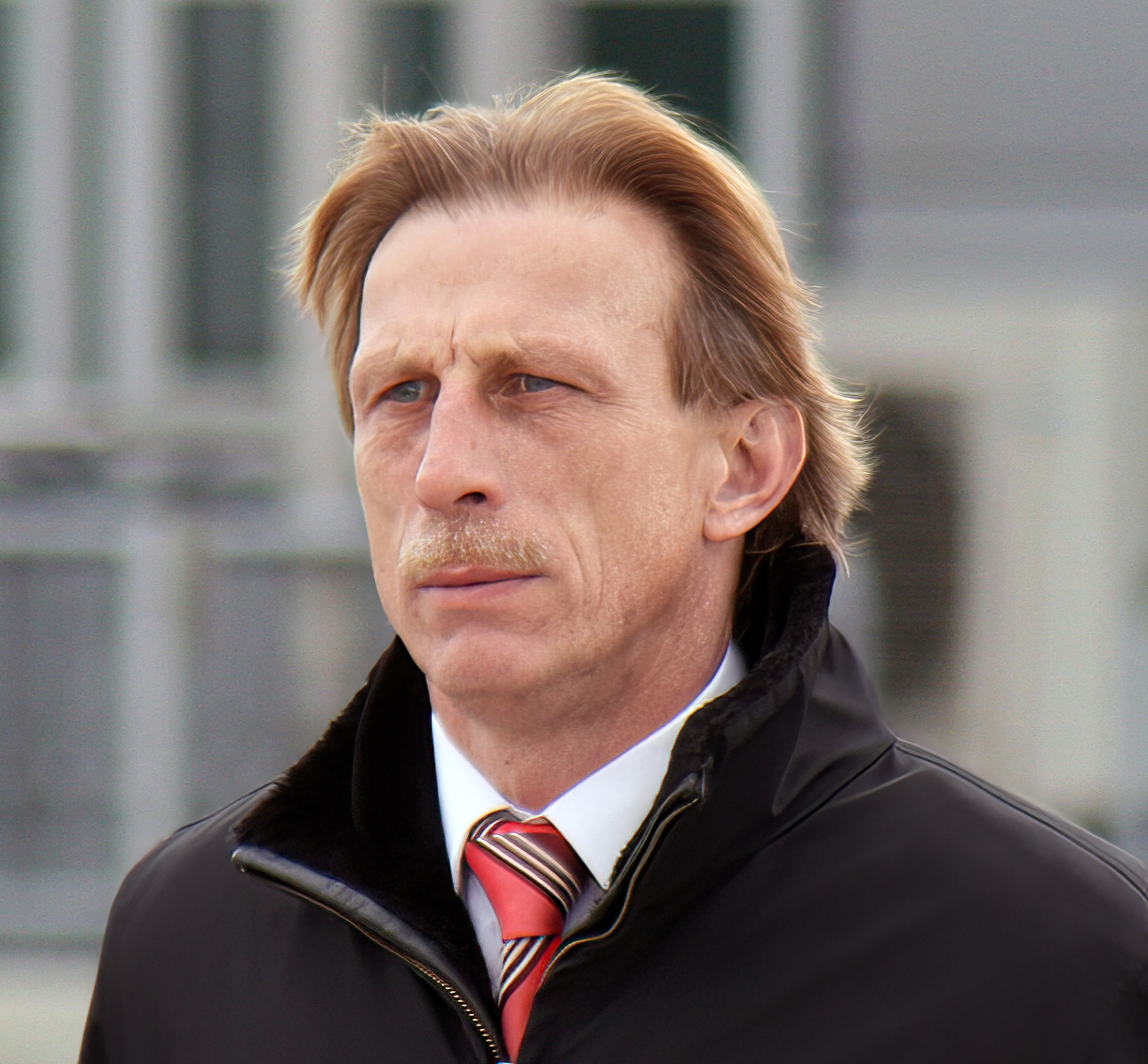
Christoph Daum, allenatore del Beşiktaş dal 1993 al 1996 e dal 2001 al 2002

All'inizio del 1994 il ruolo di tecnico del Beşiktaş fu affidato al tedesco Christoph Daum, che nel 1993-1994 condusse la squadra alla vittoria della coppa nazionale (0-0 e 3-2 in finale contro il Galatasaray), alla vittoria della supercoppa nazionale e al quarto posto. Nel 1994-1995 Daum riportò il Beşiktaş sul trono del campionato, vincendo il titolo. Nel 1995-1996 la squadra si piazzò terza.
Daum lasciò il posto a Rasim Kara, che nel 1996-1997 portò la squadra al secondo posto in campionato e al terzo turno (ottavi di finale) di Coppa UEFA.
Nel 1997 sulla panchina del Beşiktaş arrivò il gallese John Toshack, che riuscì a portare a casa un trofeo, la Coppa di Turchia, vinta in finale contro il Galatasaray (1-1 all'andata e al ritorno e vittoria per 4-2 ai rigori), oltre a condurre la compagine di Istanbul al sesto posto in campionato, valido per l'accesso al terzo turno di Coppa UEFA. La stagione fu condizionata dall'impegno europeo, con la squadra alle prese con il girone di Champions League, concluso al terzo posto dietro Bayern Monaco e Paris Saint-Germain e davanti al IFK Göteborg (2 vittorie e 4 sconfitte). Nel 1998-1999, ultima annata con Toshack, il club bianconero fu autore di un grande campionato, concluso al secondo posto, ad un solo punto dalla vetta.
Il nuovo allenatore, il tedesco Karl-Heinz Feldkamp, si dimise nel settembre 1999 per problemi di salute.

### Anni duemila
Sotto la guida del subentrato Hans-Peter Briegel, la squadra si confermò seconda forza del campionato nel 1999-2000. La stagione seguente, conclusa al quarto posto in campionato, iniziò con l'allenatore italiano Nevio Scala, sollevato dall'incarico nel marzo 2001.
Nella stagione 2001-2002 il tedesco Daum tornò alla guida della squadra. Nel 2002-2003 arrivò il rumeno Mircea Lucescu, che portò il Beşiktaş alla vittoria del titolo turco e ai quarti di finale di Coppa UEFA, dove la squadra fu eliminata dalla S.S. Lazio. Nel giugno 2004 fu nominato allenatore lo spagnolo Vicente del Bosque, che rimase in carica solo sette mesi, prima di lasciare il posto a Rıza Çalımbay. Questi rimase in carica fino all'ottobre 2005, quando fu esonerato in seguito agli scarsi risultati e rimpiazzato dal francese Jean Tigana. Tigana rimase in carica per due anni, vincendo la Supercoppa di Turchia nel 2006 e due Coppe di Turchia, nel 2005-2006 e nel 2006-2007.
A Tigana subentrò Ertuğrul Sağlam, che fu il primo allenatore turco capace di portare il Beşiktaş in UEFA Champions League. Il 7 ottobre 2008 Sağlam si dimise dopo la sconfitta in Coppa UEFA contro il Metalist. Gli subentrò Mustafa Denizli, già tecnico di Fenerbahçe e Galatasaray e della nazionale turca. Nel 2008-2009 Denizli condusse il Beşiktaş alla vittoria del titolo turco dopo sei anni e alla vittoria della Coppa di Turchia. La stagione seguente si chiuse, invece, con il quarto posto in campionato.

### Anni duemiladieci
All'inizio di giugno del 2010 Mustafa Denizli annunciò le proprie dimissioni per motivi di salute. Al suo posto arrivò Bernd Schuster, che firmò un contratto di due anni. Il 15 marzo 2011 l'allenatore tedesco si dimise; al suo posto subentrò Tayfur Havutçu, che condusse il Beşiktaş ad una nuova vittoria in coppa nazionale e al quinto posto in campionato.
Nell'ambito delle indagini volte a verificare il coinvolgimento del club nello scandalo di partite truccate che investì il calcio turco del 2011, Havutçu fu posto in custodia cautelare, ma gli fu consentito di rimanere in carica. Il 2 agosto 2011 Carlos Carvalhal, già vice-allenatore, assunse la guida tecnica della squadra, giunta quarta in campionato nel 2011-2012. Nel 2012-2013 l'allenatore fu Samet Aybaba, che portò la compagine bianconera al terzo posto prima di essere sostituito dal croato Slaven Bilić. Nell'agosto 2013 il club fu escluso dall'Europa League per problemi finanziari (decisione confermata dal TAS). Bilić guidò la squadra a due terzi posti in campionato, nel 2013-2014 e nel 2014-2015.
Nel 2015 si insediò sulla panchina del Beşiktaş Şenol Güneş, che nel 2015-2016 portò la squadra alla vittoria del titolo nazionale dopo sette anni. Il successo fu ripetuto nel campionato 2016-2017: per la squadra bianconera fu il quindicesimo titolo nazionale, che diede diritto alla terza stella.
Nell'annata 2017-2018 la squadra si piazzò quarta in campionato e giunse in semifinale di Coppa di Turchia, dove il cammino terminò tra le polemiche. La partita di andata contro il Fenerbahçe alla Vodafone Arena terminò 2-2, mentre il match di ritorno, fermo sul punteggio di 0-0, fu sospeso durante il secondo tempo per incidenti, con Güneş colpito alla testa e ferito da un oggetto lanciato dagli spalti. In seguito alla decisione di far giocare l'incontro a porte chiuse ripartendo dal minuto 57 di quella gara, anche alla luce dei disordini verificatisi tra le tifoserie che avevano portato all'arresto di ben trenta tifosi, il Beşiktaş decise di non presentarsi alla ripresa del match, ritenendo di aver subito un danno meritevole dell'assegnazione della vittoria a tavolino. La vittoria fu quindi assegnata al Fenerbahçe, mentre il Beşiktaş fu squalificato per un anno dalla coppa dalla federcalcio turca. Nella stagione 2018-2019, l'ultima della gestione di Güneş, il Beşiktaş ebbe un rendimento altalenante in campionato, concluso al terzo posto grazie a una risalita nella seconda parte di stagione. 
Nel 2020-2021 la squadra vinse il campionato e la coppa nazionale, centrando nuovamente il double dopo dodici anni. Nella stagione seguente mise in bacheca la Supercoppa di Turchia, nel 2023-2024 la Coppa di Turchia e l'anno dopo di nuovo la Supercoppa di Turchia.

## Colori e simboli

### Colori
Fino a quando al Palazzo Osman Pasha venivano praticati solo sport individuali, non c'era bisogno di alcun colore per le uniformi. Comunque, il numero di sportivi crebbe con i giovani che, giorno dopo giorno, sceglievano di praticare uno sport di squadra. Mehmet Şamil Bey (primo presidente del club), che si era laureato alla scuola francese di Istanbul, riunì il Comitato Fondatore. Tolse dal risvolto della giacca della divisa lo stemma che usava alla scuola francese con i colori della sua scuola e lo mostrò. Disse: Dobbiamo avere uno stemma fatto proprio come questo e dobbiamo spingere coloro che fanno sport nel nostro club a onorare questo stemma. Assistendo a questo discorso il gruppo fu vivamente d'accordo con la proposta di Mehmet Şamil Bey. Al termine della riunione, i colori della società da mettere in mostra sullo stemma furono decisi. I due principali colori della natura, in pieno contrasto tra loro, furono scelti come i colori sociali: il bianco e il nero.

### Simboli ufficiali

#### Stemma
La data sul primo emblema del Beşiktaş realizzato, fu il 1906, secondo il conteggio latino degli anni, ispirato allo stemma della scuola francese. In alto, c'era scritto Beşiktaş in caratteri arabi, la lettera J fu sistemata a destra e la lettera K a sinistra. Sul retro dello stemma, c'era una scritta che diceva che era stato realizzato a Costantinopoli e il sigillo dell'artigiano che aveva realizzato lo stemma. È interessante notare che la stella sull'emblema aveva 6 punte. Questa stella a sei punte era usata fin sotto la seconda Monarchia Costituzionale (fino al 1908). Questo stemma fu donato da Iskender Yakak a Süleyman Seba, il presidente onorario del Beşiktaş J.K.
L'attuale emblema del Beşiktaş riporta la data di fondazione. Così è il 1319, l'anno della fondazione: il calendario islamico era ancora in uso al tempo della fondazione della società. 1319 è l'equivalente del 1903 nel calendario gregoriano.
La bandiera turca che compare nel mezzo dello stemma è un dono della Federcalcio turca. Il Beşiktaş guadagnò il diritto di incorporare la bandiera dopo che nella gara della nazionale turca contro la Grecia del 16 maggio 1952 scesero in campo undici giocatori, tutti appartenenti al Beşiktaş.

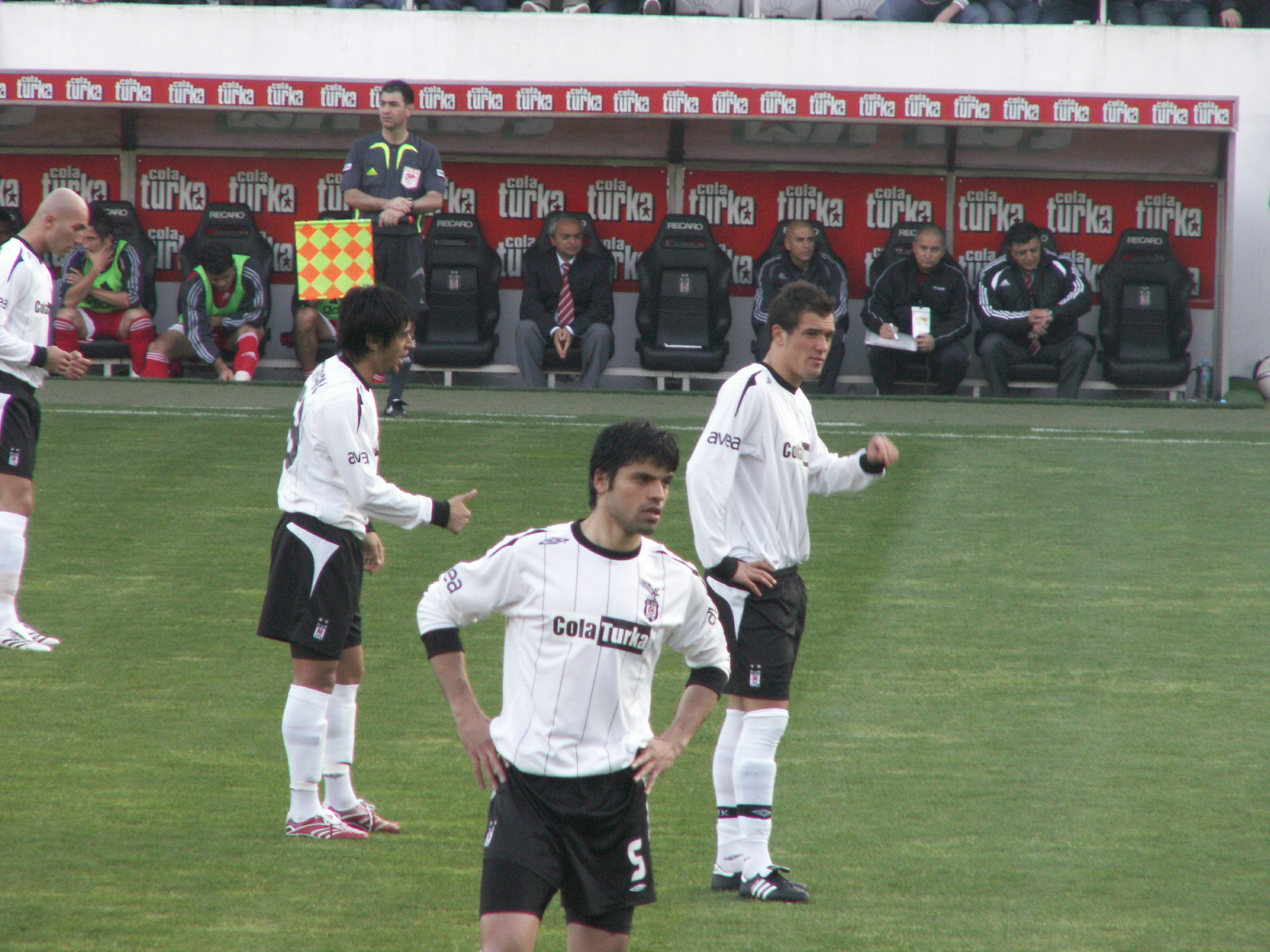
I giocatori del Besiktas durante una partita nel 2007

### Soprannome
Il soprannome kara kartallar ("aquile nere") venne dato ai giocatori dopo una splendida gara tenutasi allo stadio Şeref contro il Süleymaniye, il 19 gennaio 1941. Tra la folla partì un gigantesco coro che recitava "Forza Aquile Nere, attaccate aquile nere!". Il Beşiktaş chiuse quella partita vincendo 6-0. Dopo quella gara il simbolo del Beşiktaş divenne un'Aquila nera.

## Strutture

### Stadio

Panoramica della Vodafone Arena.

Dal 10 aprile 2016 il club gioca le partite casalinghe alla Vodafone Arena, stadio che può contenere 41.903 spettatori e che si trova nel distretto di Beşiktaş, nella parte europea della città. L'impianto ha ospitato la Supercoppa UEFA 2019.
Il primo terreno di gioco del Beşiktaş è stato il Papazın Çayırı ("campo del prete"), nella parte asiatica della città, che ospitava tutti gli incontri del campionato di Istanbul di calcio. Su questo terreno sorge oggi lo stadio Şükrü Saraçoğlu, che ospita le gare interne del Fenerbahçe. Nel 1921 il Papazın perse la propria importanza a causa dell'apertura dello stadio di Taksim, che venne utilizzato anch'esso congiuntamente fino alla sua demolizione, avvenuta nel 1940. In quella zona si trovano oggi il parco di Gezi e la celebre piazza Taksim. Dal 1947 il Beşiktaş ha giocato invece allo stadio BJK İnönü, che poteva ospitare 41.905 persone e che è stato utilizzato fino alla sua parziale demolizione, avvenuta nel 2013, per fare posto all'attuale impianto.

## Allenatori e presidenti
Di seguito l'elenco degli allenatori che si sono succeduti alla guida tecnica del club:
- 1911-1925  Şeref Bey
- 1925-1935  Zinger
- 1935-1944  Refik Osman Top
- 1944-1946  Charles Howard
- 1946-1947  Refik Osman Top
- 1947-1948  Giuseppe Meazza
- 1948-1949  Hakkı Yeten
- 1949-1950  Eric Keen
- 1950-1954  Hakkı Yeten
- 1954-1955  Sandro Puppo
- 1955-1956  Cihat Arman
- 1956-1957  József Mészáros
- 1957  Eşref Bilgiç
- 1957-1958  Leandro Remondini
- 1959-1959  Hüseyin Saygun
- 1959-1960  Andrea Kutik
- 1960-1961  Sandro Puppo
- 1961-1963  Şeref Görkey
- 1963-1964  Recep Adanır
 Melcihor
- 1964-1967  Ljubiša Spajić
- 1967-1968  Jane Janevski
- 1968-1969  Krum Milev
- 1969-1970  Milovan Ćirić
- 1970-1971  Dumitru Teoderescu
- 1971-1972  Gündüz Kılıç
- 1972-1974  Abdullah Gegić
- 1974-1975  Metin Türel
- 1975-1976  Horst Buhtz
- 1976-1977  Gündüz Tekin Onay
- 1977-1978  Milovan Ćirić
 Miloš Milutinović
- 1978-1979  Dogan Andaç
- 1979-1980  Serpil Hamdi Tüzün
- 1980-1981  Metin Türel
- 1980-1983  Đorđe Milić
- 1983-1984  Ziya Taner
- 1984-1986  Branko Stanković
- 1986-1987  Miloš Milutinović
- 1987-1993  Gordon Milne
- 1993-1996  Christoph Daum
- 1996-1997  Rasim Kara
- 1997-1999  John Toshack
- 1999  Karl-Heinz Feldkamp
- 1999-2000  Hans-Peter Briegel
- 2000-2001  Nevio Scala
- 2001-2002  Christoph Daum
- 2002-2004  Mircea Lucescu
- 2004-2005  Vicente Del Bosque
- 2005  Rıza Çalımbay
- 2005-2007  Jean Tigana
- 2007  Tayfur Havutçu (ad interim)
- 2007-2008  Ertuğrul Sağlam
- 2008-2010  Mustafa Denizli
- 2010-2011  Bernd Schuster
- 2011-2013  Tayfur Havutçu
- 2013-2015  Slaven Bilić
- 2015-2019  Şenol Güneş
- 2019-2020  Abdullah Avcı
- 2020-2021  Sergen Yalçın
- 2021-2022  Önder Karaveli
- 2022  Valérien Ismaël
- 2022-2023  Şenol Güneş
- 2023  Burak Yılmaz
- 2023-2024  Riza Çalimbay
- 2024  Fernando Santos
- 2024-2025  Giovanni van Bronckhorst (ago.-nov.)
 Serdar Topraktepe (dic.-gen.) ad interim
 Ole Gunnar Solskjær (gen.-giu.)

Di seguito l'elenco dei presidenti che si sono succeduti alla dirigenza del club:
- M. Samil Osmanoglu (1903-1908)
- Sükrü Pasa (1908-1911)
- Fuat Pasa (1911-1918)
- Fuat Balkan (1918-1923)
- Salih Bey (1923-1924)
- Ahmet Fetgeri Aseni (1924-1926)
- Dr. Emin Sükru Kurt (1926-1932)
- A. Ziya Karamürsel (1932-1935)
- Fuat Balkan (1935-1937)
- Recep Peker (1937-1938)
- A. Ziya Karamürsel (1939-1940)
- Yusuf Özay Erdem (1939-1940)
- Yusuf Ziya Erdem (1940-1941)
- A. Ziya Karamürsel (1941-1942)
- A. Ziya Kozanoglu (1942-1950)
- Ekrem Amaç (1950-1951)
- S. Fuat Keçeçi (1951-1955)
- Tahir Sögütlü (1955-1956)
- Danyal Akbel (1956-1957)
- Nuri Togay (1957-1958)
- Ferhat Nasir (1958-1959)
- Nuri Togay (1959-1960)
- Hakkı Yeten (1960-1963)
- Selahattin Akel (1963-1964)
- Hakkı Yeten (1964-1966)
- Hasan Salman (1966-1967)
- Talat Asal (1967-1969)
- Rüstü Erkus - Nuri Togay (1969-1970)
- Agasi Sen (1970-1971)
- Himmet Ünlü (1971-1972)
- Sekip Okçuoglu (1972-1973)
- Mehmet Üstünkaya (1973-1977)
- Sevket Belgin (1977-1977)
- Gazi Akinal (1977-1980)
- Huseyin Cevahir - Alp Göksan (1980-1980)
- Riza Kumruoglu (1980-1981)
- Mehmet Üstünkaya (1981-1984)
- Süleyman Seba (1984-2000)
- Serdar Bilgili (2000-2004)
- Yıldırım Demirören (2004-2012)
- Fikret Orman (2012-)

## Calciatori

### Vincitori di titoli
- Campioni d'Europa

  Ricardo Quaresma (Francia 2016)
  Stefan Kuntz (Inghilterra 1996)

## Palmarès

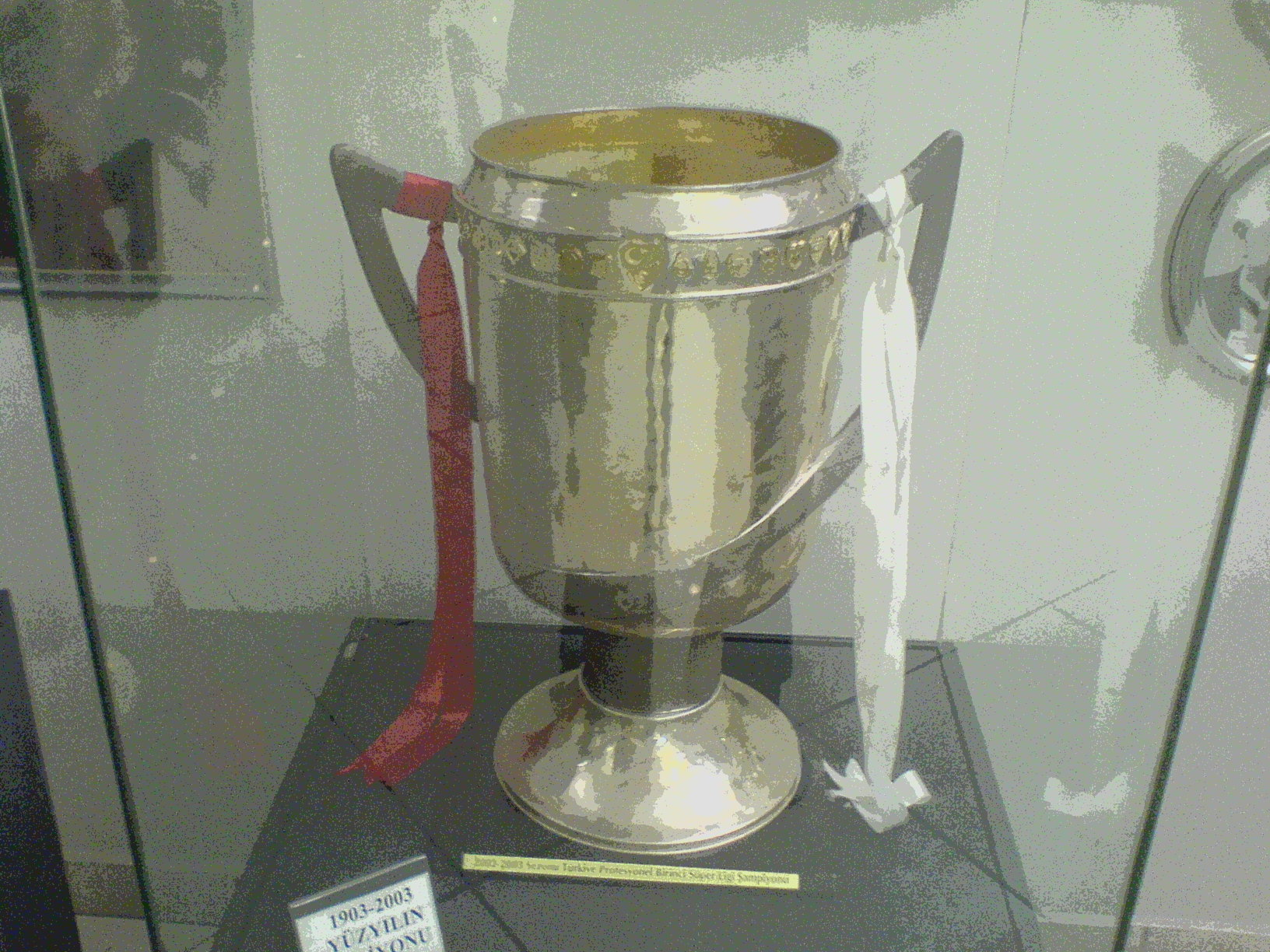
Il trofeo del campionato 2002-2003, vinto nell'anno del centenario del club

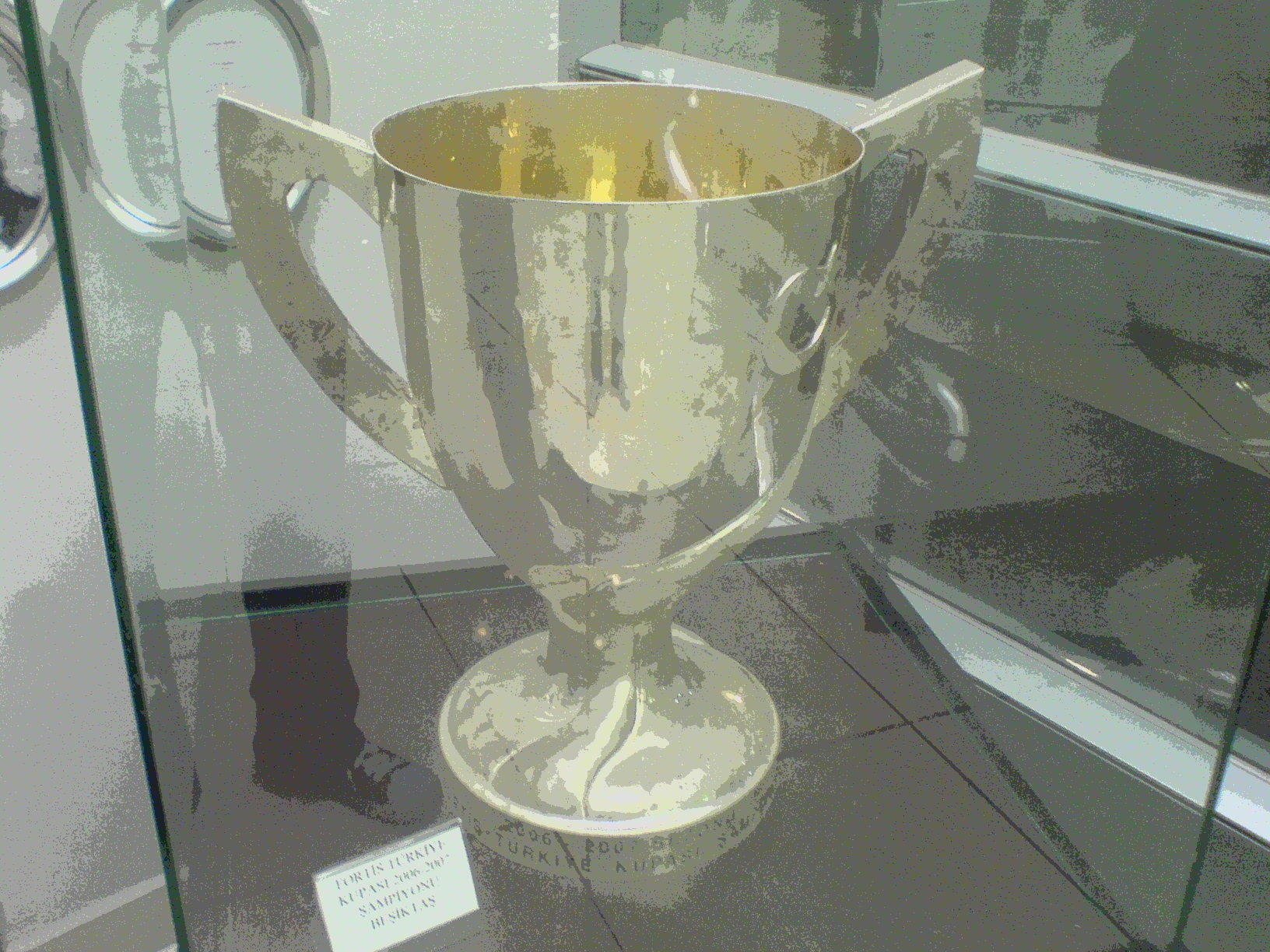
La Coppa di Turchia 2006-2007

### Competizioni nazionali
- Campionati turchi: 16

1957, 1958, 1959-1960, 1965-1966, 1966-1967, 1981-1982, 1985-1986, 1989-1990, 1990-1991, 1991-1992, 1994-1995, 2002-2003, 2008-2009, 2015-2016, 2016-2017, 2020-2021
- Coppa di Turchia: 11

1974-1975, 1988-1989, 1989-1990, 1993-1994, 1997-1998, 2005-2006, 2006-2007, 2008-2009, 2010-2011, 2020-2021, 2023-2024
- Supercoppa di Turchia: 10

1967, 1974, 1986, 1989, 1992, 1994, 1998, 2006, 2021, 2024
- Coppa del Cancelliere/Coppa del Primo ministro: 6

1943-1944, 1946-1947, 1973-1974, 1976-1977, 1987-1988, 1996-1997
- Coppa Atatürk: 1

2000
- Coppa Spor-Toto: 4
  - 1966, 1968, 1970, 1972
- Fleet Cup: 1

1986
- Campionato turco (1924-1951): 2

1934, 1951
- Lega nazionale: 3

1941, 1944, 1947
- Coppa TSYD: 12

1965, 1966, 1972, 1973, 1975, 1984, 1985, 1989, 1990, 1991, 1994, 1997

### Competizioni regionali
- Campionato di calcio di Istanbul: 13

1923-1924, 1933-1934, 1938-1939, 1939-1940, 1940-1941, 1941-1942, 1942-1943, 1944-1945, 1945-1946, 1949-1950, 1950-1951, 1951-1952, 1953, 1954
- Coppa Istanbul: 2

1944, 1946
Scudo di Istanbul: 1
1935

### Altri piazzamenti
- Campionato turco:

Secondo posto: 1962-1963, 1963-1964, 1964-1965, 1967-1968, 1973-1974, 1986-1987, 1987-1988, 1988-1989, 1992-1993, 1996-1997, 1998-1999, 1999-2000, 2006-2007
Terzo posto: 1960-1961, 1961-1962, 1968-1969, 1984-1985, 1995-1996, 2001-2002, 2003-2004, 2005-2006, 2007-2008, 2012-2013, 2013-2014, 2014-2015, 2018-2019, 2019-2020, 2022-2023
- Coppa di Turchia:

Finalista: 1965-1966, 1976-1977, 1983-1984, 1992-1993, 1998-1999, 2001-2002
Semifinalista: 1963-1964, 1973-1974, 1984-1985, 1991-1992, 1996-1997, 2000-2001, 2017-2018
- Supercoppa di Turchia:

Finalista: 1966, 1975, 1977, 1982, 1990, 1991, 1993, 1995, 2007, 2009, 2016, 2017
- Lega nazionale:

Secondo posto: 1938, 1945, 1946

## Statistiche e record

### Partecipazione ai campionati e ai tornei internazionali

#### Campionati nazionali
Dalla stagione 1959 alla 2024-2025 il club ha ottenuto le seguenti partecipazioni ai campionati nazionali:
| Livello | Categoria                             | Partecipazioni | Debutto | Ultima stagione | Totale |
| ------- | ------------------------------------- | -------------- | ------- | --------------- | ------ |
| 1º      | Millî Lig / Türkiye 1.Lig / Süper Lig | 67             | 1959    | 2024-2025       | 67     |

#### Tornei internazionali
Alla stagione 2019-2020 il club ha ottenuto le seguenti partecipazioni ai tornei internazionali:
| Categoria                                | Partecipazioni | Debutto   | Ultima stagione |
| ---------------------------------------- | -------------- | --------- | --------------- |
| Coppa dei Campioni/UEFA Champions League | 20             | 1958-1959 | 2021-2022       |
| Coppa delle Coppe                        | 7              | 1975-1976 | 1998-1999       |
| Coppa UEFA/UEFA Europa League            | 20             | 1974-1975 | 2024-2025       |

### Statistiche individuali
Il giocatore con più presenze nelle competizioni europee è İbrahim Üzülmez a quota 63, mentre il miglior marcatore è Oktay Derelioğlu con 14 gol.

#### Record di presenze e di gol nelle coppe europee
Dati aggiornati al 21 aprile 2017.
| Record di presenze - 63 İbrahim Üzülmez (2000-2011) - 46 Mehmet Özdilek (1988-2001) - 45 Tayfur Havutçu (1997-2006) - 43 İbrahim Toraman (2004-2014) - 43 Necip Uysal (2008-) - 42 Sergen Yalçın (1991-1997;2002-2006) - 37 Bobô (2006-2011) - 35 Recep Çetin (1988-1998) - 35 Ricardo Quaresma (2010-2012; 2015-2019) - 34 İsmail Köybaşı (2009-2016) | Record di reti - 14 Oktay Derelioğlu (1993-1999) - 12 Bobô (2006-2001) - 11 Ricardo Quaresma (2010-2012; 2015-2019) - 9 Daniel Pancu (2002-2006) - 8 Demba Ba (2014-2015; 2017) - 7 Cenk Tosun (2014-2018 ) - 7 Mehmet Özdilek (1988-2001) |

### Statistiche di squadra
Per quanto riguarda la partecipazione ai tornei internazionali, il club esordì nella Coppa dei Campioni 1958-1959 ma fino alla Coppa dei Campioni 1986-1987 venne sempre eliminato al primo turno: in questa occasione sconfisse invece la Dinamo City e saltò il turno successivo a causa della rinuncia dell'APOEL. Arrivò quindi ai quarti, dove fu però nettamente battuto dalla Dinamo Kiev; raggiunse in seguito questo traguardo, il migliore, anche nella Coppa UEFA 2002-2003 (sconfitta contro la Lazio) e nella UEFA Europa League 2016-2017. Notevole è comunque anche l'approdo agli ottavi della UEFA Champions League 2017-2018 dopo aver terminato il gruppo al primo posto e senza subire sconfitte (4 vittorie e 2 pareggi).
A livello internazionale la miglior vittoria è per 6-0, ottenuta contro il B36 Tórshavn nel secondo turno preliminare dell'UEFA Europa League 2018-2019, mentre la peggior sconfitta è l'8-0 subito contro il Liverpool nella fase a gironi della UEFA Champions League 2007-2008.

## Organico

### Rosa 2025-2026
Aggiornata all'8 agosto 2025.
| N. |                                 | Ruolo | Calciatore              |
| -- | ------------------------------- | ----- | ----------------------- |
| 1  | Turchia (bandiera)              | P     | Mert Günok              |
| 2  | Norvegia (bandiera)             | D     | Jonas Svensson          |
| 3  | Brasile (bandiera)              | D     | Gabriel Paulista        |
| 5  | Turchia (bandiera)              | C     | Demir Ege Tıknaz        |
| 6  | Bosnia ed Erzegovina (bandiera) | C     | Amir Hadžiahmetović     |
| 7  | Kosovo (bandiera)               | A     | Milot Rashica           |
| 8  | Turchia (bandiera)              | C     | Salih Uçan              |
| 9  | Inghilterra (bandiera)          | A     | Tammy Abraham           |
| 10 | Turchia (bandiera)              | C     | Orkun Kökçü             |
| 11 | Ecuador (bandiera)              | A     | Keny Arroyo             |
| 14 | Germania (bandiera)             | D     | Ohis Felix Uduokhai     |
| 15 | Inghilterra (bandiera)          | C     | Alex Oxlade-Chamberlain |
| 17 | Turchia (bandiera)              | C     | Kartal Yılmaz           |
| 19 | Turchia (bandiera)              | A     | Arda Kılıç              |
| 20 | Turchia (bandiera)              | C     | Necip Uysal (capitano)  |
| 22 | Kazakistan (bandiera)           | C     | Baqtııaar Zaınýtdınov   |
| 23 | Albania (bandiera)              | A     | Ernest Muçi             |

| N. |                       | Ruolo | Calciatore        |
| -- | --------------------- | ----- | ----------------- |
| 24 | Turchia (bandiera)    | D     | Tayyip Sanuç      |
| 27 | Portogallo (bandiera) | A     | Rafa Silva        |
| 30 | Turchia (bandiera)    | P     | Ersin Destanoğlu  |
| 39 | Rep. Ceca (bandiera)  | D     | David Jurásek     |
| 40 | Turchia (bandiera)    | D     | Emrecan Uzunhan   |
| 44 | Turchia (bandiera)    | C     | Fahri Ay          |
| 53 | Turchia (bandiera)    | D     | Emirhan Topçu     |
| 55 | Turchia (bandiera)    | C     | Tayfur Bingöl     |
| 77 | Colombia (bandiera)   | C     | Élan Ricardo      |
| 79 | Turchia (bandiera)    | D     | Emrecan Terzi     |
| 91 | Turchia (bandiera)    | A     | Mustafa Hekimoğlu |
| 93 | Turchia (bandiera)    | D     | Arda Özüarap      |
| 96 | Turchia (bandiera)    | P     | Emir Yaşar        |
|    | Libia (bandiera)      | C     | Ali Elmusrati     |
|    | Nigeria (bandiera)    | C     | Wilfred Ndidi     |
|    | Turchia (bandiera)    | A     | Can Keles         |